# Osvát Kálmán Hétfői Levelei
Osvát Kálmán Hétfői Levelei  az Erdélyi lexikon szerzőjének folyóirata. Kolozsváron jelent meg 1925. május 18. és szeptember 7. között összesen 16, számozás nélküli száma, "Kézirat", illetve "Szemle" alcímmel. Monoki István szerint az S. Nagy László szerkesztette Krónikás Könyvet "helyettesítette", annak szünetelése idején. Legnagyobbrészt Osvát Kálmán szerkesztő írásait (kritikáit, reflexióit) közölte, de megjelentek benne Hunyady Sándor, Indig Ottó, Kádár Imre, Ligeti Ernő, Máté Ernő írásai is. Lakatos Éva szerint könyvkereskedői és utcai árusításba nem került.